# Londonite
La londonite è un minerale, ha proprietà analoghe alla rhodizite.

## Etimologia
Il nome è in onore del geologo e geofisico statunitense David London (1953-  ), specialista dello studio delle pegmatiti, della geochimica sperimentale e delle rocce ignee e metamorfiche .